# Ассата Шакур
Ассата Олугбала Шакур (англ. Assata Olugbala Shakur), при народженні Джоен Дебора Байрон (англ. JoAnne Deborah Byron), в шлюбі Чесімерд (англ. Chesimard); нар. 16 липня 1947, Квінс) — американська політична і громадська активістка, редакторка, письменниця й поетеса. Членкиня націоналістичних афроамериканських угруповань «Партія чорних пантер» та «Чорна визвольна армія». Розшукується спецслужбами кількох держав за звинуваченням у скоєнні кількох вбивств (1971—1973). Сестра вітчима та хрещена мати Тупака Шакура .

## Життєпис
Народилася 1947 року в Нью-Йорку у великій бідній афроамериканській родині. У 1950 році її батьки розлучилися, більшу частину дитинства вона провела у Вілмінгтоні (штат Північна Кароліна) з бабусею. Незабаром втекла з дому і бродяжничала, потім її виховувала тітка Евелін Вільямс, яка пізніше захищала її в суді. За допомогою своєї тітки Шакур заочно закінчила школу. Навчалася спочатку в Манхеттенському коледжі, потім у Міському коледжі Нью-Йорка, де з середини 1960-х почала брати активну участь в афроамериканському протестному русі. У 1967 році була вперше заарештована; у квітні того ж року одружилася з однокурсником, також активістом, у грудні 1970 року розлучилася з ним. Після закінчення коледжу вступила до лав Партії чорних пантер, незабаром ставши їх видною діячкою. 1970 року змінила ім'я.
У травні 1973 року Шакур брала участь у перестрілці на Платній автодорозі Нью-Джерсі, в ході якої, як вважається, застрелила патрульного поліцейського Нью-Джерсі Вернера Ферштера і тяжко поранила поліцейського Джеймса Гарпера. Член Чорної визвольної армії Зейд Малік Шакур був також убитий у цьому інциденті, сама Шакур була поранена. Між 1973 і 1977 роками Шакур було пред'явлено звинувачення у шістьох інших можливих злочинних інцидентах — у вбивстві, замаху на вбивство, озброєному пограбуванні, пограбуванні банку та викраденні. За трьома з них вона була виправдана, за трьома іншими обвинуваченню не вистачило доказів. У 1977 році Шакур була засуджена за умисне вбивство Ферштера та за сімома іншими кримінальними злочинами, пов'язаними з перестрілкою, і засуджено до довічного ув'язнення.
У 1970-х роках Шакур була ув'язнена в кількох в'язницях. Вона втекла з в'язниці у 1979 році за допомогою трьох членів Чорної визвольної армії, які захопили двох охоронців у заручники.
З 1984 року живе на Кубі, куди втекла і де отримала політичний притулок. З 2 травня 2005 року Федеральне бюро розслідувань класифікувало її як внутрішню терористку і запропонувало винагороду у розмірі 1 мільйона доларів за допомогу в її захопленні. 2 травня 2013 року ФБР додало її до списку найбільш розшукуваних терористів. ФБР оголосило, що поставило Шакур на перше місце у своєму списку найбільш розшукуваних терористів жіночої статі. Того ж дня Генеральний прокурор Нью-Джерсі запропонував збільшити обіцяну ФБР нагороду, збільшивши сукупну винагороду за її захоплення до 2 мільйонів доларів.
Спроби добитися її видачі призвели до листів Папи Римського та резолюції Конгресу США. Її життя стало темою літературних творів, фільмів та пісень.

## У культурі
У 1997 році з'явився документальний фільм про Ассату Шакур «Очі веселки», написаний і знятий кубинською режисеркою Глорією Роландо. Офіційна прем'єра фільму в Гавані в 2004 році відбулася за підтримки Casa de las Américas — головного культурного форуму кубинського уряду. Assata aka Joanne Chesimard — біографічний фільм 2008 року режисера Фреда Бейкера. Прем'єра фільму відбулася на фестивалі чорного кіно в Сан-Дієго, а головну роль виконала сама Ассата Шакур. Національна конференція чорношкірих адвокатів та Мос Деф є одними з єдиних професійних організацій та артистів, які підтримують Ассату Шакур.
Музиканти, що створили і записали пісні про неї або їй присвятили: 
- Репер Common записав «A Song for Assata» у своєму альбомі Like Water for Chocolate (2000) після подорожі до Гавани, щоб особисто зустрітися з Шакур[8].
- Репер Nas вказав її ім'я в буклеті свого альбому «Untitled» серед важливих темношкірих постатей, які надихнули цей альбом[9].
- Репер Paris («Пісня Ассати», у «Сплячі з ворогом», 1992) Бенд Public Enemy («Бунтар без паузи» в своєму другому студійному альбомі It Takes a Nation of Millions to Hold Us Back у 1988 році)
- 2Pac («Words of Wisdom» у 2Pacalypse Now (1991)
- Digital Underground («Heartbeat Props» у Sons of the P, 1991)
- Хіп-хоп гурт The Roots (Words of Wisdom («Пригоди в країні чудес») у Illadelph Halflife, 1996)
- Піболд («Якщо Маркус Гарві помре, то Маркус Гарві живе» у фільмі «Якби не жалюзі, це були б штори для нас усіх», 1999)
- Asian Dub Foundation («Відданий життю» в музиці спільноти, 2000)
- Сол Вільямс («Чорна Стейсі» у Сола Вільямса, 2004)
- Rebel Diaz («Which Side Are You On?» у Otro Guerrillero Mixtape Vol. 2, 2008)
- Лоукі («Something Wonderful» у Soundtrack to the Struggle, 2011)
- Murs («Повість про два міста» в The Final Adventure, 2012)
- Репер Jay-Z («Open Letter Part II» у 2013 році)
- Digable Planets, The Underachievers і X-Clan також записали пісні про Шакур.[10] Її описували як «легенду реп-музики»[11] та «незначну знаменитість»[12].

12 грудня 2006 року канцлер Міського університету Нью-Йорка Метью Голдштейн наказав президенту Сіті-коледжу Грегорі Х. Вільямсу прибрати «несанкціоноване та недоречне» позначення «Суспільний та студентський центр Гільєрмо Моралеса / Ассати Шакур», як його назвали студенти в 1989 році. Студентська група виграла право використовувати вітальню після закриття кампусу через запропоноване підвищення плати за навчання. Студенти та групи випускників подали до суду на CUNY після зняття меморіальної дошки. 7 квітня 2010 року головуючий суддя постановив, що питання свободи слова студентів та право адміністрації закладу вищої освіти «заслуговують на судовий розгляд».
Після суперечок у 1995 році Громадський коледж району Мангеттена перейменував стипендію, яка раніше була названа на честь Ассати Шакур. У 2008 році професор Університету Бакнелла включив Шакур до курсу «Афро-американські герої» — разом із такими діячами, як Гаррієт Табмен, Сожурне Трус, Джон Генрі, Малколм Ікс та Анджела Девіс. Її автобіографію вивчають разом із автобіографією Анджели Девіс та Елейн Браун, єдиних жінок-активісток руху «Чорна влада», які опублікували автобіографії в окремій книжці. Професор Ратґерського університету Г. Брюс Франклін, який читає уривки з книги Шакур на уроці «Злочин і покарання в американській літературі», описує її як «революційного борця проти імперіалізму»..
Чорношкірий поліцейський штату Нью-Джерсі Ентоні Рід (який покинув службу) подав до суду на поліцію через те, що, серед іншого, люди розвісили плакати із зображенням Шакур, та зобразили там номер поліцейського значка Ріда, у казармі в Ньюарку. Він вважав, що це образило його, оскільки вона вбила офіцера і була «расисткою за своєю природою». За словами Ділана Родрігеза, для багатьох «американських радикалів і революціонерів» Шакур представляє «шановане (іноді фетишизоване) значення визвольного бажання та можливостей».
В Інтернеті кампанію «Руки геть від Ассати!» координують активісти Конгресу чорних радикалів Чикаго.
У 2015 році Університет Кіна в Нью-Джерсі відмовився від виступу хіп-хоп виконавця Common як спікера через скарги поліції. Члени Братської асоціації військовослужбовців штату Нью-Джерсі висловили свій гнів через «A Song For Assata» Common.
У 2015 році співзасновниця Black Lives Matter Алісія Гарза зазначила: «Коли я використовую потужний попит на Ассат у своїй організаторській роботі, я завжди починаю з того, що розповідаю про її походження, розповідаю про значення Ассат Шакур для Руху за визволення чорношкірих, його політичну мету та діяльність, і чому ця тема така важлива в нашому контексті».
На її честь названо чиказьку групу активістів Black Assata's Daughters.. У квітні 2017 року фонд колишнього квотербека професійної футбольної команди Сан-Франциско Фортинайнерс (англ. San Francisco 49ers) Коліна Каперника пожертвував групі 25 000 доларів.
У липні 2017 року офіційна стрічка Маршу жінок у Твіттері відзначила день народження Ассат Шакур, що викликало критику деяких правих ЗМІ.
У квітні 2018 року суд Північної Кароліни постановив виплатити 15 000 доларів представнику Шакур, її сестрі Беверлі Гойнс, як частину земельної угоди.